# 浩克：惡夢怪物
《浩克：惡夢怪物》（英語：Hulk: Where Monsters Dwell）是一部2016年的超級英雄動畫電影，改編自漫威漫畫的角色浩克。電影標題取名自漫威漫畫於1970年代的漫畫系列。本片是漫威動畫宇宙的第二部電影作品，與《復仇者聯盟：正義出擊》等動畫作品處於同一架空世界和共同世界。

## 配音員
- 傑西·伯奇（英语：Jesse Burch）及弗瑞德・塔塔薛瑞（英语：Fred Tatasciore）配音布魯斯·班納／浩克[1]
- 利亞姆·奧布萊恩配音史蒂芬·史傳奇／奇異博士[1]
- 馬修·沃特森（Matthew Waterson）配音夢魘（英语：Nightmare (Marvel Comics)）[1]
- 愛德華·博斯科（Edward Bosco）配音文斯·馬庫斯／戰狼（英语：Warwolf (Marvel Comics)）、米諾陶（英语：Minotaur (comics)）[1]
- 喬恩·奧爾森（Jon Olson）配音類人體（英语：Man-Thing）、Rorgg、Sporr、Zzutak
- 麥可·羅伯斯（Michael Robles）配音貝尼托·塞拉諾（英语：Toro (comics)）[1]
- 麥克·沃恩（Mike Vaughn）配音賈斯伯·西德維爾（英语：Jasper Sitwell）[1]
- 琪亞拉·札尼（英语：Chiara Zanni）配音妮娜普萊斯／夜女吸血鬼（英语：Vampire by Night）[1]

## 外部連結
- 互联网电影数据库（IMDb）上《浩克：惡夢怪物》的资料（英文）